# Hierapolis
Hierapolis (grčki:  Ἱεράπολις, u značenju "Sveti grad") je starogrčki grad na vrhu jedinstvenih mineralnih izvora u jugozapadnoj Turskoj, u blizini grada Denizli. Hierapolis na toplicama Pamukkale (turski za "Pamučna palača") je osnovala pergamska kraljevska dinastija Atalida u 2. stoljeću pr. Kr. kao lječilište, a mnogi koji su se došli liječiti su se povlačili ovdje sve do svoje smrti. U Hierapolisu se nalaze ostaci kupatila, hramova i drugih starogrčkih i starorimskih spomenika, te originalne ranokršćanske građevine, zbog čega je 1988. godine, zajedno s toplicama Pamukkale, upisan kao UNESCO-ova svjetska baština. 

## Povijest
Pamukkale su jedinstven mineralne toplice koje su svojim prelijevanjem preko brda stvorile jedinstven krajolik plitkih terasastih bazena sniježno bijelih rubova od kalcita. Njeni topli izvori od 35 °C su smatrani terapeutskima jer se smatralo da mogu liječiti istom snagom kojom mijenjaju krajolik. Zbog toga su kraljevi Pergama tu u 2. stoljeću pr. Kr. osnovali grad-liječilište Hierapolis, nazvan prema već postojećem hramu iz 3. stoljeća pr. Kr. koji su Frigijci podigli u čast kralja Sirakuze Hijeronu I.
Rimljani ga osvajaju 129. pr. Kr. i nastavljaju razvijati u važno hodočasničko i medicinsko središte u kojemu su se miješali Anatolci, Grko-Makedonci, Rimljani i Židovi. Hidroterapija u raznim prigodnim objektima (bazeni, terme, i dr.) je
praćena i vjerom, te su nastali lokalni kultovi. Tako je Apolonov hram podignut na mjestu gdje su iz pukotine izvirala omamljujuća isparavanja.
Prema predaji grad je na kršćanstvo pokrstio apostol Filip koji je ovdje i raspet za vrijeme cara Domicijana oko 87. godine. Hierapolis je ostao jednom od dvije metropolije Frigije Pacatiana, ali i biskupijom. Najznačajniji spomenik iz tog doba je Martrij (martyrium) sv. Filipa koji ima jedinstven osmerokutni tlocrt na vrhu monumentalnog stubišta.

## Odlike
Velika nekropola Hierapolisa je prepuna sarkofaga od kojih je najslavniji sarkofag marka Aurelija Ammianosa na kojemu je prikazan najstariji stroj koji je koristio zupčanike i prijenos snage - pila na vodenički pogon.
Kompleks Velikih rimskih termi iz 2. stoljeća pr. Kr. je izgrađen od velikih kamenih blokova bez cementa, i imao je bačvaste svodove. Imao je mnogo otvorenih ili zatvorenih dijelova spojenih prolazima: bazene s topolom i hladnom vodom, parne kupelji, te duboke niše, knjižnicu, gimnazij i druge objekte. Danas je arheološki muzej Hierapolisa.
Rimsko kazalište podignuto je za vrijeme cara Septimija Severa i ukrašeno je frizom koji prikazuje obrednu procesiju i žrtvu Artemidi iz Efeza.
Martrij sv. Filipa koji ima originalnu organizaciju prostora u osmerokutnom tlocrtu na vrhu monumentalnog stubišta.

## Vanjske poveznice
- Hierapolis - turističke informacije (engl.)
- Dolina Likos (Colossae, Laodicea, i Hierapolis)